# La Lande-de-Goult
La Lande-de-Goult (la lɑ̃d.də.ɡuⓘ) es una comuna francesa situada en el departamento de Orne, en la región de Normandía.

## Demografía
| 186 | 155 | 121 | 120 | 101 | 98 | 191 |
| Para los censos de 1962 a 1999 la población legal corresponde a la población sin duplicidades (Fuente: INSEE [Consultar]) |     |     |     |     |    |     |